# لوكاس سابو
لوكاس سابو هو لاعب كرة قدم سلوفاكي في مركز الهجوم، ولد في 4 أكتوبر 1992 في تشيكوسلوفاكيا. شارك مع منتخب سلوفاكيا تحت 21 سنة لكرة القدم. أما مع النوادي، فقد لعب مع نادي سلوفان ليبيريتس.

## وصلات خارجية
- لوكاس سابو على موقع قاعدة بيانات كرة القدم.إي يو (الإنجليزية)
- لوكاس سابو على موقع Soccerway.com (الإنجليزية)
- لوكاس سابو على موقع AS.com (الإسبانية)